# Ярощук Віктор Володимирович
Віктор Володимирович Ярощук (нар. 1 червня 1939, Вовківці, Теофіпольський район, Хмельницька область + 26 червня 2025, Чернівці) — український та радянський господарник, громадсько-політичний діяч, літератор.

## Біографія
Народився 1 червня 1939 року в селі Волківці Теофіпільського району Хмельницької області. Закінчив Українську сільськогосподарську академію (1967), Вищу партійну школу в Києві. Служив у Радянській Армії.Працював головним інженером районного управління сільського господарства у Сокирянах Чернівецької області, керуючим районним об'єднанням "Сільгосптехніка" у Кельменцях,секретарем Кельменецького райкому Компартії України, головою Сокирянського райвиконкому, генеральним директором асоціації "Чернівціцукор".

## Відзнаки
- Орден Трудового Червоного Прапора.
- Почесний ветеран України.
- Почесний ветеран Буковини.
- Почесний громадянин Сокирянського району.
- Депутат Сокирянської районної ради.
- Почесний член Українського товариства мисливців і рибалок (1986).

## Творча діяльність
Поезії, сатиричні твори і публіцистика друкувалися у газетах "Дністрові зорі", "Радянська Буковина", "Сільські вісті", "Буковина", "Правдивий поступ", "Буковинське віче". Автор книг: "Благословенна матір'ю дорога" [Поезії. - Чернівці: Місто, 2009. - 104 с. - ISBN 978-966-2951-47-9]; "Оповідки селезня" [Чернівці: ВІЦ "Місто", 2011. - 208 с., іл. - ISBN 978-617-652-008-5]. Підготовив до друку художньо-публіцистичну книгу "Лютрація". На слова Віктора Ярощука композитор, заслужений працівник культури України Михайло Мафтуляк написав пісню "Белые бантики", яка увійшла до нотного видання "Допоки музика звучить" [Київ: Арфа, 1996].